# Preuniversitario Padre Hurtado
El Preuniversitario Padre Hurtado es una institución educativa sin fines de lucro establecida en la ciudad de Santiago de Chile. La mayor parte de los estudiantes que recibe la institución no poseen las condiciones económicas necesarias para costearse un preuniversitario privado, siendo esta una opción gratuita para potenciar su aprendizaje y de esta manera ingresar a la universidad. El nombre del preuniversitario es en honor al abogado, legislador y jesuita chileno, Alberto Hurtado.
El Preuniversitario es administrado por estudiantes de medicina y derecho de la Pontificia Universidad Católica de Chile y tiene su sede en la Casa Central de dicha casa de estudios.

## Historia
Fundado en el año 2000 con el nombre de Preuniversitario Popular Antonio Machado, estuvo radicado en la comuna de La Pintana, siendo traslado posteriormente a Casa Central el año siguiente. Desde sus inicios fue pensado como una institución educativa sin fines de lucro, que tuviera como objetivo entregar herramientas y preparación académica a los alumnos que estuvieran próximos a rendir la Prueba de Selección Universitaria y por distintas circunstancias no pudieran acceder a un Preuniversitario privado. 
En sus inicios, participaron cerca de 20 profesores de las facultades de Medicina, Derecho, Ingeniería y Física, impartiendo clases de Lenguaje, Historia, Matemáticas y Ciencias. Hasta el año 2011, el preuniversitario funcionó con un bajo perfil, teniendo alrededor de 6 profesores activos. Para el año siguiente, y con la finalidad de subir el nivel de la institución, se abrieron 16 cupos para docentes voluntarios. En el 2014 se oficializa la fusión con el preuniversitario Preumeduc, administrado hasta ese momento por la Facultad de Medicina de la universidad.
En la actualidad se reciben más de 100 alumnos anualmente, teniendo que pasar por un proceso de selección previo que acredite su condición socioeconómica. El cuerpo docente está compuesto por cerca de 40 profesores divididos en las cuatro áreas de enseñanza o coordinaciones. Además, cuenta con un departamento de orientación y acompañamiento para los estudiantes que trabaja durante todo el año. 
Debido a la pandemia, las clases se han tenido que realizar via remota, lo que ha significado un desafío importante para alumnos y profesores. No obstante, entre los años 2020 y 2021 el Preuniversitario ha mantenido su matrícula y modificado sus bases curriculares para responder a los nuevos contenidos de la Prueba de Transición Universitaria.

## Directores
- Oscar Contreras - Raúl Flores (2001)
- Oscar Contreras - Bárbara Grassis (2002)
- Felipe Valenzuela (2003)
- José Manuel Cruz (2004-2005)
- Francisca Jara (2006)
- Ángeles Mascano (2007-2009)
- Robinson Fuentes (2010-2011)
- Felipe Contreras (2012-2013)
- Santiago Allamand (2014)
- Alejandro Granese (2015)
- Macarena Larraín (2016)
- Gonzalo Cea (2017)
- Gabriela Torres (2018)
- Francisco Avaria (2019)
- Eva Alvarado (2020)
- Francisca Conca (2021 - Actualmente en el cargo)